# Krista Arriëns
Krista Arriëns (Hilversum, 8 april 1989) is een Nederlands presentatrice, regisseur en theatermaker. Ze bedacht en maakte samen met regie-partner Marcel van der Velde en haar zus Marcelle Arriëns de VPRO-webserie Sekszusjes TV, in 2019 en 2020 uitgezonden door NPO 3. Het eerste en tweede seizoen van Sekszusjes TV werden samen in totaal 4,5 miljoen keer bekeken op YouTube. Samen met Marcel van der Velde ontwikkelde en regisseerde ze in 2022 de tv-serie Naakt voor de Klas met De Sekszusjes (VPRO/NPO 3). In 2022 schreef en speelde ze samen met Marcelle Arriëns de muzikale voorstelling Ongelikt (regie: Titus Tiel Groenestege), die in theaterseizoen 2022/2023 te zien was door het hele land. Arriëns was eerder onder andere te zien als undercoverjournalist in Rambam (BNNVARA/NPO 3).

## Biografie
Arriëns groeide op met haar twee jongere zussen op het platteland van Noord-Oost Groningen. Hier leerde ze vanaf haar elfde fotograferen van haar vader, fotograaf Freek Arriëns. Wat begon met foto's van haar paard bleek later de basis van haar liefde voor filmen en documentaire. Tijdens haar middelbareschooltijd verhuisde het gezin naar Baarn, waar ze samen met haar zus Marcelle begon met het schrijven en spelen van toneelstukken. Ook de decors bouwden het tweetal toen al zelf, iets wat ze later bij De Sekszusjes (zowel op tv als in het theater) ook zou doen.
Naast haar opleiding tot journalist, studeerde Arriëns onder andere Drama aan Rhodes University in Grahamstown (Zuid-Afrika), Documentary Filmmaking aan Hunters College in New York en acteren aan Theaterschool De Trap in Amsterdam. In haar vrije tijd zong ze in verschillende bands, onder andere in elektropop-trio Beloki.
Voor haar doorbraak met De Sekszusjes regisseerde en filmde Arriëns verschillende documentaires, waaronder Nog een Kwartiertje over Herman van Veen en Zo goed als Nieuw? over de restauratie van de regentenstukken van Frans Hals (AVROTROS), maakte videokunstinstallaties (onder andere De Stolp voor festival Into the Great Wide Open) en werkte aan verschillende (korte) documentaires in het buitenland, onder andere over mensenrechtenschending rond het kappen van oerwoud in de Amazone, de impact van het WK in Brazilië op de lokale bevolking en de nasleep van tyfoon Haiyan in de Filipijnen (onder andere voor NOS op 3, De Correspondent en VPRO Buitenland).
In 2023 was Arriëns een van de deelnemers aan het 23e seizoen van het RTL 4-programma Expeditie Robinson, ze viel als twaalfde af en eindigde daarmee op de negende plaats.
In 2024 deed ze samen met haar zus Marcelle mee aan het NPO 1-programma Hunted: Into the Wild VIPS. In datzelfde jaar was Arriëns ook te gast in het televisieprogramma Dit was het nieuws. In 2025 was Arriëns samen met haar zus Marcelle gastdocent in het televisieprogramma Dream School.

## Prijzen
- 2011: Nominatie Nederlands Online Filmfestival - voor de korte docu Alleen, of toch niet.
- 2012: School voor Journalistiek-prijs - voor de documentaire Een Vak Apart
- 2019: Hashtag Award Best New Creator - voor Sekszusjes TV
- 2019: Volkskrant Mediatalent van 2020
- 2020: Seks & Media Prijs 2020 - voor Overtijd met de Sekszusjes
- 2020: Best Social Award 'Beste YouTube-serie' - voor Sekszusjes TV
- 2022: EBU-award (internationaal) 'Best Format' - voor Naakt voor de Klas met De Sekszusjes
- 2022: Seks & Media Prijs 2022 - voor Naakt voor de Klas met De Sekszusjes / aflevering Co.